# Lenny de la Rosa
Lenny de la Rosa  (Havanna, Kuba, 1983. november 4. –) kubai színész, énekes, modell és táncos.

## Élete
Leny de la Rosa 1983. november 4-én született Havannában. Jelenleg Mexikóban él. Karrierjét 2010-ben kezdte A szerelem diadala című telenovellában, ahol Joaquín szerepét játszotta. 2013-ban megkapta Gerardo szerepét a Libre para amarte című sorozatban.

## Filmográfia

### Televízió
| Év   | Cím                       | Magyar cím         | Szerep                     |
| ---- | ------------------------- | ------------------ | -------------------------- |
| 2010 | Triunfo del amor          | A szerelem diadala | Joaquín                    |
| 2013 | Libre para amarte         |                    | Gerardo "El Gallo" Jiménez |
| 2014 | Bailando por un sueño     |                    | Önmaga                     |
| 2014 | Yo no creo en los hombres |                    | Ari                        |

### Színház
| Év   | Cím                   | Szerep        |
| ---- | --------------------- | ------------- |
| 2010 | Pachecas a Belén      |               |
| 2011 | ¡Qué plantón!         | Mango Petecón |
| 2014 | 12 princesas en pugna |               |